# Sendets, Pyrénées-Atlantiques
Sendets là một xã thuộc tỉnh Pyrénées-Atlantiques trong vùng Nouvelle-Aquitaine miền tây nam nước Pháp.